# Lovex
Lovex é uma banda de rock procedente da Finlândia, na qual os integrantes usam pseudônimos no lugar de seus verdadeiros nomes.

## História
Foi fundada em 2002 por Vivian, Jason e Sammy, em uma pequena cidade finlandesa próxima à Tampere. Christian se juntou à banda um tempo depois, logo, em 2004, Theon e Julian chegaram. 
Antes de Theon, a banda contava com Jussi Selo como vocalista, que ajudou a escrever algumas canções para a banda e saiu um tempo depois para seguir com sua outra banda chamada Uniklubi. 
Seu primeiro single Bleeding foi lançado no dia 10 de Agosto de 2005 na Finlândia, ficando nos melhores lugares das listas de música finlandesa e se mantendo em 2° lugar durante semanas. O segundo single Guardian Angel foi lançado em Janeiro de 2006, e logo se tornou um grande hit na Finlândia, sendo considerada por muitos fãs como o hino da banda.
No dia 1 de Março de 2006, o primeiro álbum Divine Insanity foi lançado, alcançando a 4° posição de discos mais vendidos na Finlândia, com mais de 20.000 cópias, resultando no primeiro disco de ouro.
Com o lançamento de Divine Insanity - International Version em 2007, a banda ficou mais conhecida em outras partes da Europa e também no Japão. 
Nesse mesmo ano, a banda se apresentou no Eurovision 2007 com Anyone Anymore, porém alcançaram o 3° lugar. 
No dia 30 de Abril de 2008 foi lançado o segundo álbum Pretend or Surrender. O primeiro single do álbum, Take A Shot, conseguiu chegar ao 1° lugar nas rádios finlandesas. Foi seguida por Turn, que também se tornou a favorita das estações de rádio.
Neste ano, foi realizada a primeira turnê da banda fora da Finlândia, passando por vários lugares da Europa e no Japão. 
Em 2011 foi lançado o terceiro álbum Watch Out. O álbum ficou entre o Top 10 da Finlândia com seus 3 singles U.S.A., Watch Out e Slave For The Glory. 
A versão Watch Out Japanese Edition contém 3 faixas bônus: U.S.A. com participação do cantor japonês Miyavi, Without A Cause e Slave For The Glory em versão acústica. 
Ainda em 2011, a banda teve participação no programa The Mill Sessions, onde tocaram Marble Walls, Slave For The Glory e Born This Way, originária da cantora Lady Gaga.
No dia 22 de Março de 2013, foi lançado o novo single e videoclipe da canção Action, trazendo junto um novo estilo musical, algo do que estaria por vir no próximo álbum. 
Em 16 de Agosto, foi lançado o 4° álbum, State of Mind, mostrando que a banda resolveu se aventurar num estilo musical diferente e mais pop.

## Integrantes
- Theon (Torsti Mäkinen) – vocal
- Vivian Sin'amor (Risto Katajisto) – guitarra
- Sammy Black (Sami Saarela) – guitarra
- Christian (Teppo Kristian Toivonen) – teclado
- Julian Drain (Juho Järvensivu) – bateria
- Jason (Timo Karlsson) – baixo

## Discografia

### Divine Insanity  (21.02.2007)
1. Bullet For The Pain
2. Guardian Angel
3. Oh How The Mighty Fall
4. Remorse
5. Bleeding
6. Anyone, Anymore
7. Wounds
8. Die A Little More
9. Yours
10. Shout
11. Halfway

### Pretend or Surrender (30.04.2008)
1. If She's Near
2. Turn
3. Take A Shot
4. Different Light
5. Writings On The Wall
6. Time And Time Again
7. Belong To No One
8. My Isolation
9. Rid of Me
10. Ordinary Day
11. End Of The World
12. End Of The World (Outro)

(Há uma versão contendo as faixas 'Save Me' e 'Love and Lust')

### Watch Out! (11.05.2011)
1. Queen Of The Night
2. U.S.A.
3. Slave For The Glory
4. Time Of Your Life
5. Watch Out!
6. 15 Minutes
7. Crash My World
8. Worlds Collide
9. One
10. Marble Walls

(A edição japonesa do album contém a faixa "Without A Cause")

### Classics (18.02.2013)
1. U.S.A.
2. Watch Out!
3. Guardian Angel
4. Slave For The Glory
5. Anyone, Anymore
6. Turn
7. Take A Shot
8. Queen Of The Night
9. Ordinary Day
10. Don't Let Me Fall
11. Remorse
12. Marble Walls
13. Bullet For The Pain
14. If She's Near
15. Bleeding

### State of Mind (16.08.2013)
1. Fighter
2. Action
3. Don Juan
4. Yours To Keep
5. Bad
6. Edge of Sanity
7. Walking Away
8. When The Lights Go Down
9. Miracle
10. Save A Life (Bonus Track)